# Бузарка
Бузарка (устар. Язвица) — река в России, правый приток Чепцы (бассейн Волги). Протекает в Слободском и Кирово-Чепецком районах Кировской области. Устье реки находится в 7 км по правому берегу Чепцы. Длина реки составляет 14 км.
Исток реки в Слободском районе в 15 км к юго-востоку от центра Кирово-Чепецка. Река течёт на северо-запад, в нижнем течении поворачивает на юго-запад. Вскоре после истока перетекает в Кирово-Чепецкий район, по которому преодолевает большую часть течения. В среднем течении соединена с обширной сетью мелиоративных каналов, проложенных на торфяниках болота Большое Каринское. В среднем течении протекает по южной окраине микрорайона Каринторф города Кирово-Чепецк. Именованных притоков нет. Впадает в Чепцу напротив деревни Векшино в 6 км к юго-востоку от центра Кирово-Чепецка. Ширина реки на всём протяжении не превышает 10 м.

## Данные водного реестра
По данным государственного водного реестра России относится к Камскому бассейновому округу, водохозяйственный участок реки — Чепца от истока до устья, речной подбассейн реки Вятка. Речной бассейн реки — Кама.